# مطار سبليت
مطار سبليت (بالكرواتية:Zračna luka Split Kaštela) هو واحد من أهم مطارات كرواتيا. يقع المطار بين تروغير وكاستيلا، يبعد حوالي 20 كلم عن مدينة سبليت. يملك المطار أكثر من 353 مكان وقوف. بدأ المطار عمله في مجال النقل الجوي في 25 نوفمبر 1966.

## شركات الطيران والوجهات
| شركـات طيـران                   | الوجهات |
| ------------------------------- | --- |
| طيران إيجيان                    | موسمي: مطار أثينا الدولي |
| أير لينغس                       | موسمي: مطار دبلن الدولي |
| الخطوط الجوية الفرنسية          | موسمي: مطار باريس شارل ديغول |
| طيران صربيا                     | موسمي: مطار بلغراد نيكولا تسلا |
| طيران البلطيق                   | موسمي: مطار ريغا الدولي، مطار تالين |
| الخطوط الجوية النمساوية         | موسمي: مطار فيينا الدولي |
| BRA Braathens Regional Airlines | موسمي عارض: مطار كوبنهاغن، Gothenburg، Jönköping (تبدأ في 18 أغسطس 2023)، Kalmar (تبدأ في 7 يوليو 2023)، Norrköping، Örebro (تبدأ في 18 أغسطس 2023)، مطار أوسلو-غاردرموين، Växjö |
| الخطوط الجوية البريطانية        | موسمي: مطار لندن سيتي، مطار لندن هيثرو |
| خطوط بروكسل الجوية              | موسمي: مطار بروكسل الدولي |
| كوندور للطيران                  | موسمي: مطار دوسلدورف الدولي، مطار فرانكفورت، مطار ميونخ الدولي |
| الخطوط الجوية الكرواتية         | مطار فرانكفورت، مطار ميونخ الدولي، مطار ليوناردو دا فينشي، مطار زغرب، مطار زيورخ الدولي موسمي: مطار سخيبول أمستردام، مطار أثينا الدولي، مطار برلين براندنبرغ، مطار هنري كواندا الدولي، مطار كوبنهاغن، مطار دبلن الدولي، مطار دوبروفنيك، مطار دوسلدورف الدولي، مطار غاتويك، مطار لندن هيثرو، مطار ليون سانت إكسوبيري، مطار مالبينسا، Osijek، مطار أوسلو-غاردرموين، مطار باريس شارل ديغول، مطار فاكلاف هافيل الدولي، مطار سكوبية الدولي، مطار ستوكهولم أرلاندا، مطار فيينا الدولي موسمي عارض: مطار بلفاست الدولي (تبدأ في 16 أغسطس 2023)، Knock، Halmstad، Karlstad (تبدأ في 25 يونيو 2023)، Luleå، Örnsköldsvik، Östersund، Skellefteå، Umeå |
| إيزي جيت                        | موسمي: مطار سخيبول أمستردام، مطار بازل ميلوز فريبورغ الأوروبي، مطار برلين براندنبرغ، مطار بريستول، مطار جنيف الدولي، مطار غلاسكو الدولي، مطار غاتويك، مطار لندن لوتن، مطار ليون سانت إكسوبيري، مطار مانشستر، مطار مالبينسا، مطار نابولي، مطار باريس شارل ديغول، مطار باريس أورلي |
| إديلويس إير                     | موسمي: مطار زيورخ الدولي |
| يورو وينجز                      | مطار كولونيا بون الدولي، مطار دوسلدورف الدولي، مطار شتوتغارت الدولي موسمي: مطار برلين براندنبرغ، مطار دورتموند، مطار هامبورغ |
| فين إير                         | موسمي: مطار هلسنكي فانتا |
| أيبيريا (شركة طيران)            | موسمي: مطار مدريد باراخاس الدولي |
| إيتا (شركة طيران)               | موسمي: مطار ليوناردو دا فينشي |
| Jet Time                        | موسمي عارض: مطار كوبنهاغن، Gothenburg، مطار هلسنكي فانتا |
| جيت تو دوت كوم                  | موسمي: مطار برمينغهام، مطار إدنبرة، Leeds/Bradford، مطار لندن ستانستد، مطار مانشستر |
| الخطوط الجوية الملكية الهولندية | مطار سخيبول أمستردام |
| خطوط لوت الجوية البولندية       | موسمي: مطار وارسو فريدريك شوبان |
| لوفتهانزا                       | موسمي: مطار فرانكفورت، مطار ميونخ الدولي |
| Marabu                          | موسمي: مطار ميونخ الدولي |
| Novair                          | موسمي عارض: مطار ستوكهولم أرلاندا |
| آير شاتل النرويجية              | موسمي: Bergen، مطار كوبنهاغن، Gothenburg، مطار هلسنكي فانتا، مطار أوسلو-غاردرموين، مطار ستافانغر الدولي، مطار ستوكهولم أرلاندا، مطار تروندهايم، فارنيس |
| NyxAir                          | موسمي عارض: مطار باري كارل فويتيالا ‏ (تبدأ في 22 يونيو 2023) |
| رايان إير                       | موسمي: مطار دبلن الدولي، مطار ليوناردو دا فينشي |
| الخطوط الجوية الإسكندنافية      | موسمي: Bergen، مطار كوبنهاغن، Gothenburg، Kristiansand، مطار أوسلو-غاردرموين، مطار ستافانغر الدولي، مطار ستوكهولم أرلاندا، مطار تروندهايم، فارنيس |
| خطوط ترافل سيرفس الجوية         | موسمي: مطار فاكلاف هافيل الدولي، مطار وارسو فريدريك شوبان |
| Sunclass Airlines               | موسمي عارض: مطار ستوكهولم أرلاندا |
| Trade Air                       | مطار دوبروفنيك، Pula، مطار رييكا، مطار زادار، مطار زغرب |
| ترانسافيا                       | موسمي: مطار سخيبول أمستردام، مطار باريس أورلي، مطار روتردام لاهاي |
| توي للطيران                     | موسمي: مطار غاتويك، مطار مانشستر |
| توي فلاي بلجيكا                 | موسمي: مطار أنتويرب |
| TUI fly Nordic                  | موسمي عارض: مطار ستوكهولم أرلاندا |
| فولوتيا                         | موسمي: مطار بوردو ميرينياك، مطار ليل، مطار ليون سانت إكسوبيري، مطار مارسيليا، مطار نانت، مطار تولوز بلانياك |
| خطوط فيولينغ الجوية             | موسمي: مطار برشلونة الدولي، مطار باريس أورلي، مطار ليوناردو دا فينشي |
| ويز للطيران                     | موسمي: مطار غدانسك ليخ فاونسا، مطار كاتوفيتشي، مطار كراكوف، مطار لندن لوتن، Lublin، Poznań، مطار ليوناردو دا فينشي، مطار فيينا الدولي، مطار فيلنيوس، مطار وارسو فريدريك شوبان، مطار فروتسواف |

## الإحصائيات

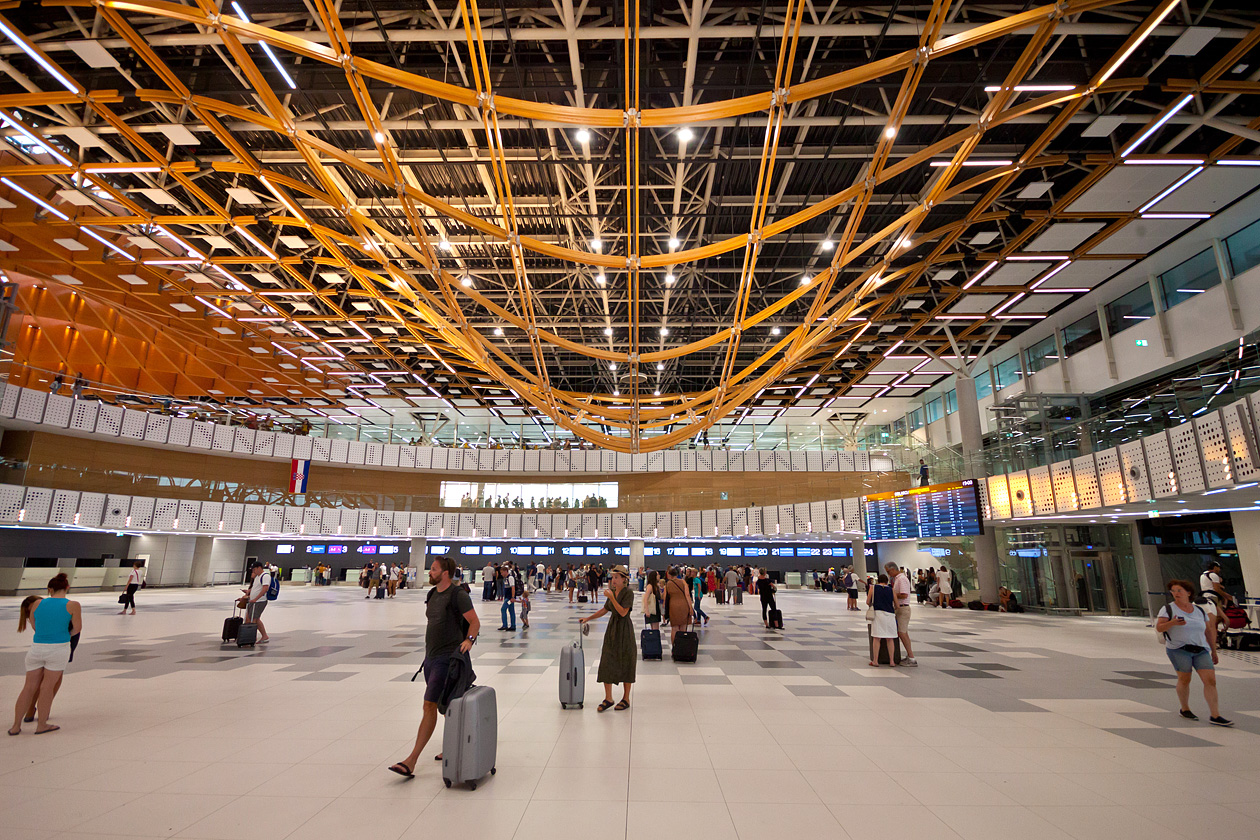
الصالة الجديدة

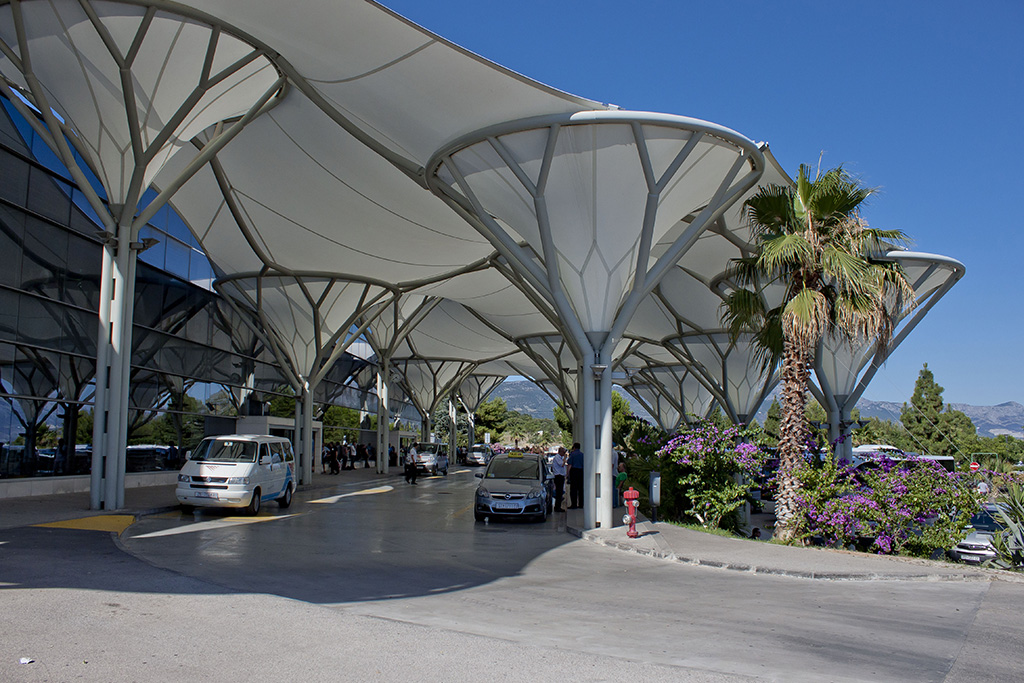
مدخل المطار القديم

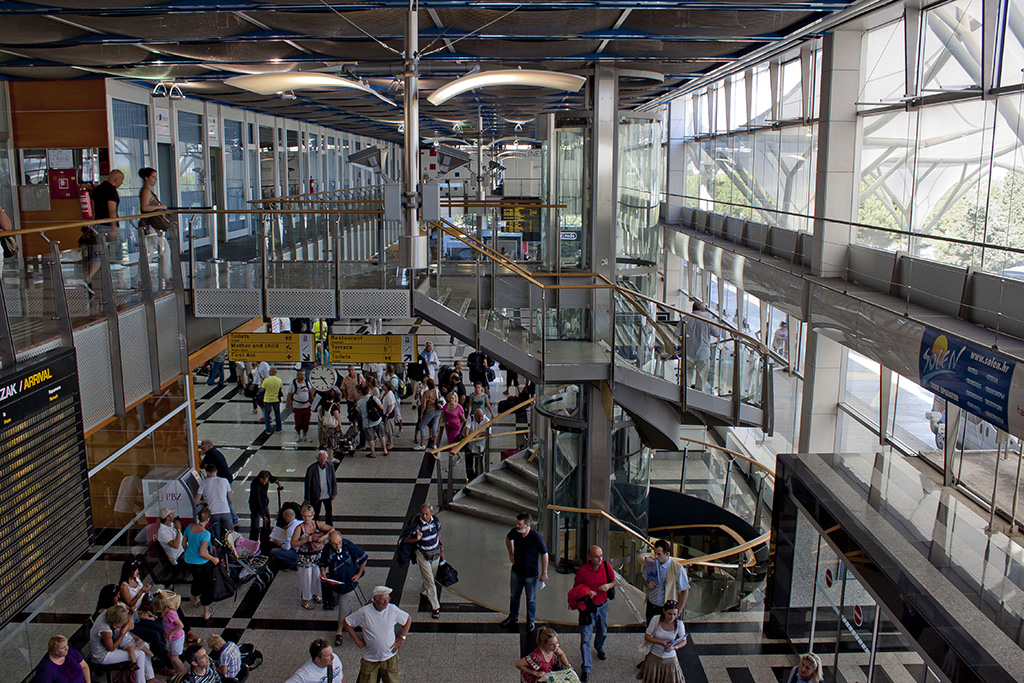
داخل المحطة القديمة

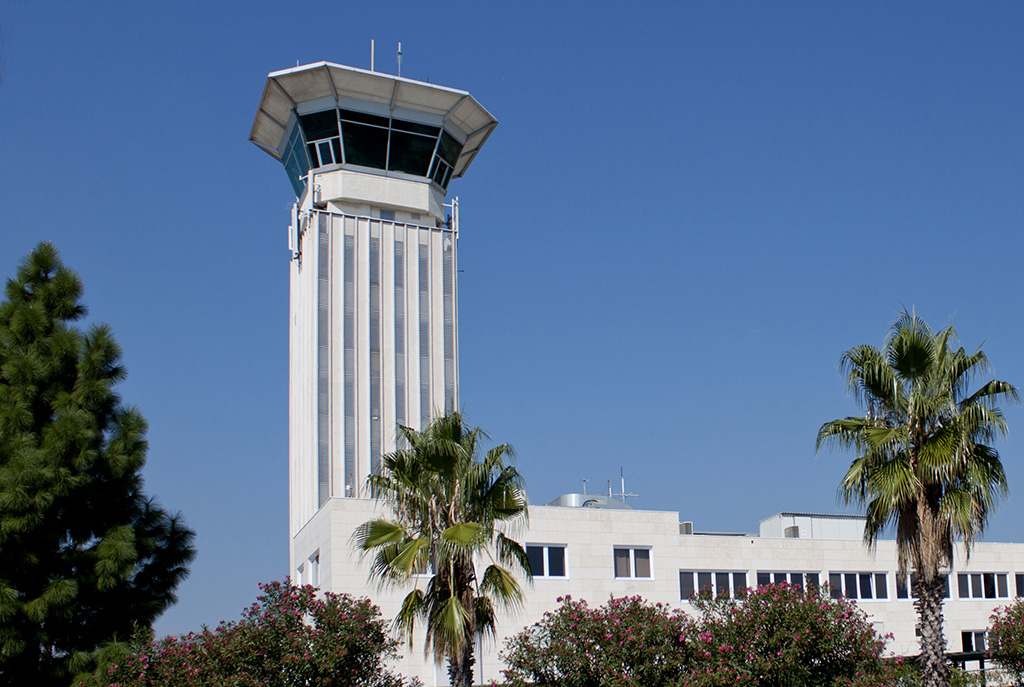
برج المراقبة

شاهد source Wikidata query and sources.
| السنة | الركاب    | % التغير | الشحن     | % التغير  |
| ----- | --------- | -------- | --------- | --------- |
| 2011  | 1,300,381 | 6.61▲    | 619       | غير متوفر |
| 2012  | 1,425,749 | 9.64▲    | 577       | غير متوفر |
| 2013  | 1,581,734 | 10.94▲   | 450       | 28.81▼    |
| 2014  | 1,752,657 | 10.81▲   | 498       | 7.14▼     |
| 2015  | 1,955,400 | 11.57▲   | 551       | 10▲       |
| 2016  | 2,289,987 | 17.11▲   | 631       | 15▲       |
| 2017  | 2,818,176 | 23.1▲    | 747       | 18▲       |
| 2018  | 3,124,067 | 10.85▲   | 823       | 10▲       |
| 2019  | 3,301,930 | 5.69▲    | 866       | 5▲        |
| 2020  | 674,366   | 79.57▼   | 273       | 68▼       |
| 2021  | 1,577,584 | 133.93▲  | غير متوفر | غير متوفر |
| 2022  | 2,908,577 | 84.37▲   | غير متوفر | غير متوفر |

| الشهر  | ركاب 2022 | ركاب 2023 | % التغير |
| ------ | --------- | --------- | -------- |
| يناير  | 20,400    | 32,100    | 57.35▲   |
| فبراير | 19,678    | 30,034    | 52.63▲   |
| مارس   | 32,445    | 50,720    | 56.32▲   |
| إبريل  | 133,316   | 157,693   | 18.29▲   |
| مايو   | 251,341   |           |          |
| يونيو  | 422,419   |           |          |
| يوليو  | 641,982   |           |          |
| أغسطس  | 625,622   |           |          |
| سبتمبر | 444,086   |           |          |
| أكتوبر | 241,350   |           |          |
| نوفمبر | 38,748    |           |          |
| ديسمبر | 37,190    |           |          |

## وصلات خارجية
- الموقع الرسمي لمطار سبليت - كاستيلا.